# 偽りのバランス

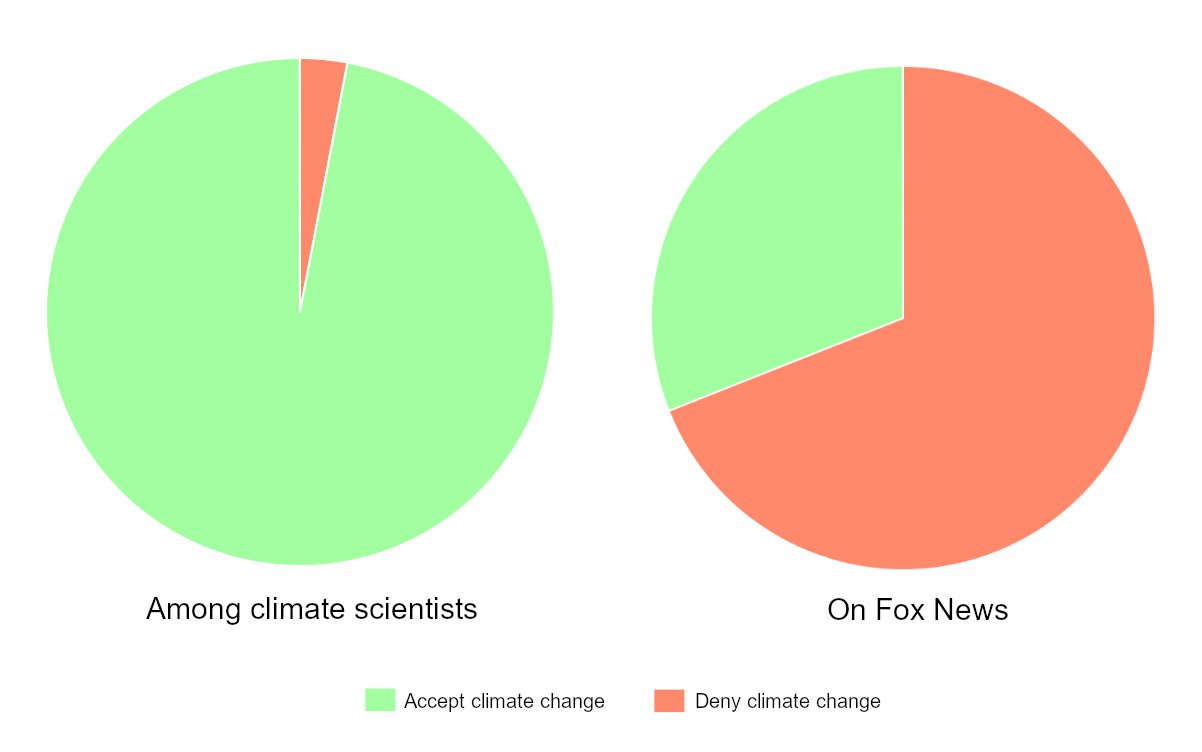
2013年時点で、地球温暖化の原因を「人為的なもの」とする査読付き論文は全体の 97% を占めていたが、同年後半に放送されたFOXニュースの番組では、正反対の意見が紹介され、登場したゲストの 69% が地球温暖化そのものを信じておらず、31% のみが信じていた。

偽りのバランス（いつわりのバランス、英語: false balance）とは、それぞれの見解を裏付ける証拠のありように大きな差異があるにもかかわらず、対立する見解を対等に（あたかも同等の妥当性があるかのように）扱ってしまうメディア・バイアスである。両論併記主義（りょうろんへいきしゅぎ、英語: bothsidesism）とも呼ばれる。ジャーナリストは、両方の立場をそれぞれ裏付ける実際の証拠の比重に見合わない形で証拠や議論を提示したり、一方の主張に根拠がないことを立証できるかもしれない情報を除去したりすることがある。このバイアスは、誤情報が拡散する原因の一つとなっている。
このバイアスは、「偏向」を避けようとする試みから生じることが多い偏向であり、裏付けのない怪しげな意見や見解にまで不必要な正当性を与えてしまうものである。また、実際には堅牢な定説やコンセンサスが形成されているにもかかわらず、所与の問題について科学的な論争が未だに続いているかのような認識を世間に植え付け、科学研究の進捗に対する疑念を大衆に抱かせることにもつながる。このバイアスは、化石燃料業界やタバコ業界などの産業界や、反ワクチン運動や創造論者などのイデオロギー主体の利益団体などによって悪用されることがある。
科学的諸問題を報じる科学ジャーナリズムにおける偽りのバランスの事例としては、人為的な気候変動（地球温暖化）を単なる自然現象とする地球温暖化に対する懐疑論や、タバコの健康に対する悪影響に関する論争、チメロサールと自閉症に関係があるとするチメロサール論争、有害な副作用があるとするHPVワクチン論争、および進化論とインテリジェント・デザインの論争などが挙げられる。
偽りのバランスは、扇情主義と同様に、制作者や編集者が、その問題についてより正確な説明がなされるよりも論争的な主題として紹介されている方がより大きな商業的成功につながる、と考えて生み出す場合もある。しかし、他のほとんどのメディア・バイアスとは異なり、偽りのバランスは、バイアスを除去しようとする試みに根差している場合もある。制作者や編集者は、対立する見解を「公正に（fairly）」扱うこと、つまり、実際の有効性や意義の比重に沿って扱うことと、「平等に（equally）」扱い、たとえその見解が誤った情報に基づくものであることが事前に判明していてもそれぞれの見解に平等な時間を割くことを、混同していることがある。

## 事例

### 気候変動
偽りのバランスは、誤った情報が拡散する大きな原因となっている言われてきた。偽りのバランスの一例としては、地球温暖化をめぐる論争が挙げられる。科学界では、ほぼ全体が一致する見解として、地球温暖化の原因が産業革命の結果として生じた効果にあると考えられているが、他方では、ごく少数、数万人の科学者がいればそのうち数十人程度は、この結論に反論する者もいる、この対立する立場の科学者たちに、同じ比重で発言する機会を与えるとすれば、あたかも科学界の中で、重大な見解の不一致が存在するかのように見えることになるが、実際には、地球温暖化が人為的原因によるものであるとする圧倒的な科学的見解の一致が存在している。

### MMRワクチン（新三種混合ワクチン）
識者たちは、いわゆる「記者会見による科学」として知られる論争にマスメディアが関わることを批判し、メディアがアンドリュー・ウェイクフィールドの研究に、本来ふさわしい以上の信ぴょう性を与えたと述べてきた。2007年3月発行のBioMed Centralの学術誌『BMC Public Health』に掲載されたShona Hilton、Mark Petticrew、Kate Huntによる論文は、ウェイクフィールドの研究を取り上げたメディオの報道が「自閉症との関連性を示す証拠が、そうではないことを示す証拠と同じように実質的なものであるという誤った印象を生み出した」と主張した。それ以前に『Communication in Medicine』誌や『British Medical Journal』に掲載された論文も、ウェイクフィールドの仮説の信ぴょう性について、メディアの報道が、誤解を与えるような描き方をしていたと結論づけていた。

## 聖書における「偽りの天秤」
「偽りのバランス」を意味する英語の語句「false balance」は、ユダヤ教の聖書、キリスト教の旧約聖書に含まれる箴言11章1節にあるソロモンの格言とされるもののひとつに見え、日本語では「偽りの天秤」（新共同訳）、「欺きのはかり」（新改訳）、「偽りのはかり」（口語訳）などと訳される。
天秤（balance）は、古代以来、公平や平等を象徴するものであるが、これを意図的に狂わせて不正を働くことを戒める言葉である。